# Santa Margarida da Coutada

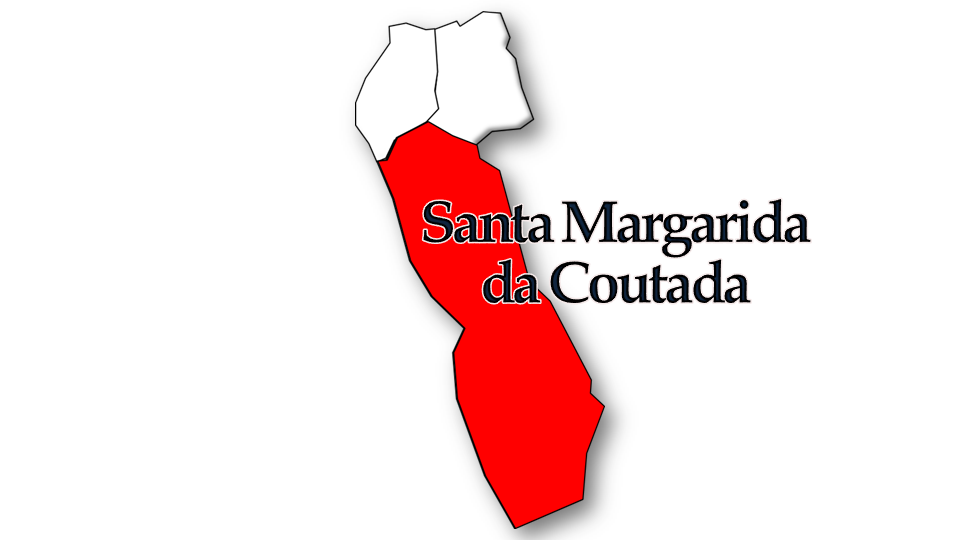
Localização da freguesia de Santa Margarida da Coutada

Santa Margarida da Coutada é uma povoação portuguesa sede da freguesia de Santa Maria da Coutada do Município de Constância, freguesia que tem 58,72 km² de área e 1601 habitantes (censo de 2021), tendo, por isso, uma densidade populacional de 27,3 hab./km².
Nesta freguesia, localiza-se o Campo Militar de Santa Margarida, que constitui a maior base do Exército Português.
Quando da extinção do concelho de Constância, foi anexada ao concelho de Abrantes por decreto de novembro de 1895 e voltou a fazer parte do concelho (atual município) de Constância, restabelecido em 13 de janeiro de 1898.

## Demografia
A população da freguesia registada nos censos foi:
| Distribuição da População por Grupos Etários | Distribuição da População por Grupos Etários | Distribuição da População por Grupos Etários | Distribuição da População por Grupos Etários | Distribuição da População por Grupos Etários |
| -------------------------------------------- | -------------------------------------------- | -------------------------------------------- | -------------------------------------------- | -------------------------------------------- |
| Ano                                          | 0-14 Anos                                    | 15-24 Anos                                   | 25-64 Anos                                   | > 65 Anos                                    |
| 2001                                         | 260                                          | 218                                          | 1005                                         | 371                                          |
| 2011                                         | 262                                          | 152                                          | 942                                          | 432                                          |
| 2021                                         | 156                                          | 172                                          | 798                                          | 475                                          |

## Património
- Igreja Paroquial de Santa Margarida;
- Igreja do Campo Militar de Santa Margarida

## Equipamentos
- Casa do Povo de Santa Margarida;
- Campo Militar de Santa Margarida;
- Junta de Freguesia de Santa Margarida da Coutada;
- Lar de Idosos de Santa Margarida;
- Centro Escolar de Santa Margarida.

## Associativismo
- Grupo Recreativo e Desportivo de Vale de Mestre "Os Relâmpagos";
- Corpo Nacional de Escutas - Agrupamento 707 Santa Margarida;
- Associação Cultural e Desportiva Aldeiense;
- Jota Guidos